# Locotrol

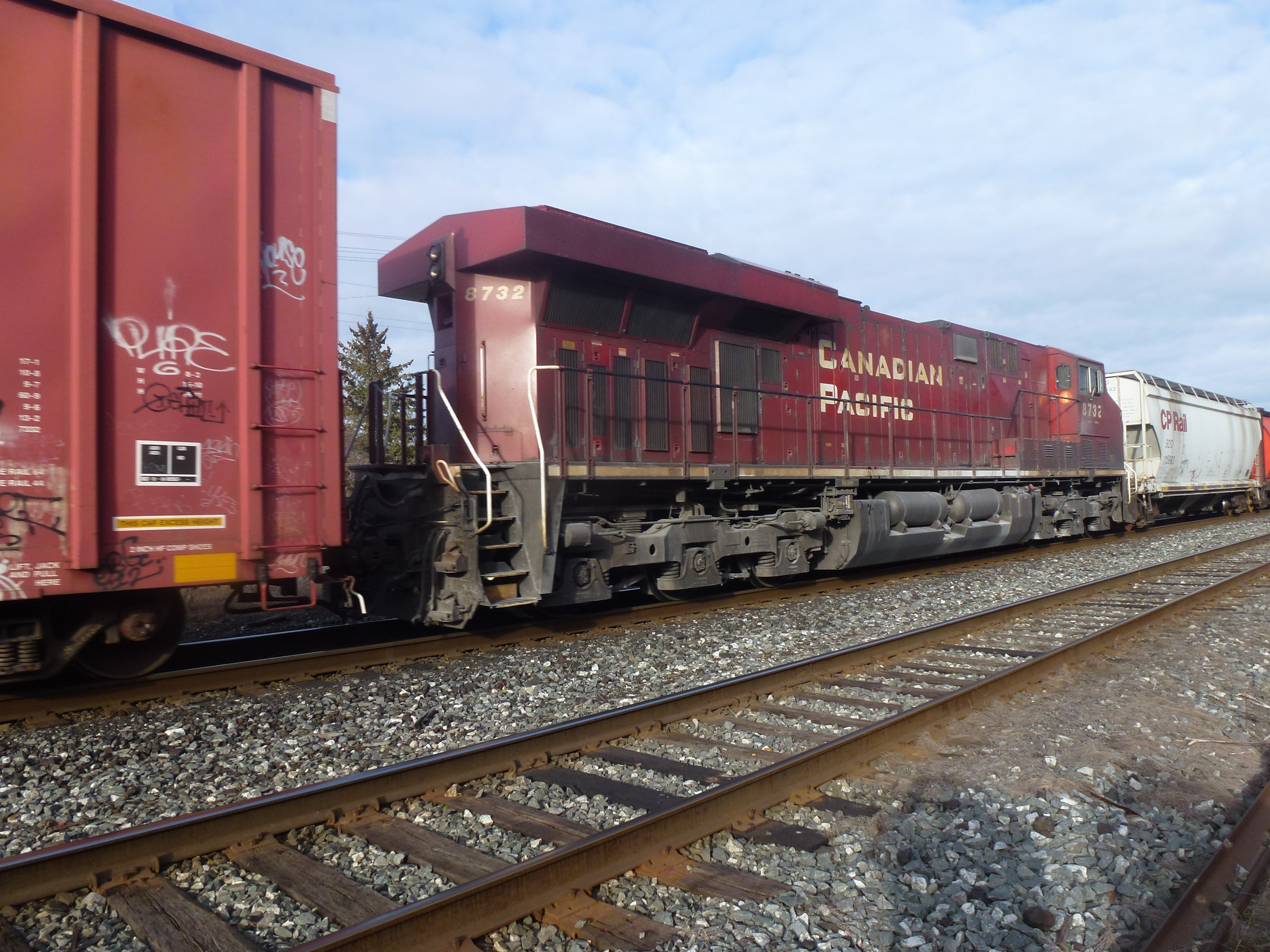
Uma locomotiva GE AC4400CW da Canadian Pacific controlada remotamente pelo Locotrol a partir da locomotiva líder na frente da composição, o que significa que não há necessidade de tripulação nesta locomotiva.

Locotrol é um sistema desenvolvido e patenteado pela Wabtec Corporation (antiga GE Transportation) que permite que locomotivas sejam distribuídas por todo o comprimento de um trem (tração distribuída). Ele está instalado em mais de 20.000 locomotivas ao redor do mundo, enviando sinais e comandos da locomotiva líder via rádio para as locomotivas remotas localizadas no meio ou no final de um trem. 

O Locotrol permite a distribuição de potência de tração e frenagem entre as locomotivas, otimizando o desempenho do trem e reduzindo o desgaste de rodas e outros componentes.